# سارة تشادويك
سارة تشادويك (بالإنجليزية: Sarah Chadwick)‏ هي طالبة أمريكية، ولدت في 1 أغسطس 2001 في مارغيت في الولايات المتحدة.